# Eleição municipal de São Félix do Xingu em 2016
A eleição municipal de São Félix do Xingu em 2016 foi realizada para eleger um prefeito, um vice-prefeito e 15 vereadores no município de São Félix do Xingu, no estado brasileiro do Pará. Foram eleitos Minervina Maria de Barros Silva (Partido Democrático Trabalhista) e Rinaldo Eduardo de Almeida para os cargos de prefeito(a) e vice-prefeito(a), respectivamente. 
Seguindo a Constituição, os candidatos são eleitos para um mandato de quatro anos a se iniciar em 1º de janeiro de 2017. A decisão para os cargos da administração municipal, segundo o Tribunal Superior Eleitoral, contou com 36 375 eleitores aptos e 7 963 abstenções, de forma que 21.89% do eleitorado não compareceu às urnas naquele turno. 

## Resultados

### Eleição municipal de São Félix do Xingu em 2016 para Prefeito
A eleição para prefeito contou com 2 candidatos em 2016: João Cleber de Souza Torres do Movimento Democrático Brasileiro (1980), Minervina Maria de Barros Silva do Partido Democrático Trabalhista que obtiveram, respectivamente, 10 260, 16 826 votos. O Tribunal Superior Eleitoral também contabilizou 21.89% de abstenções nesse turno. 
| Candidato(a)                          | Vice                                      | Coligação              | Votos recebidos | Percentual |
| ------------------------------------- | ----------------------------------------- | ---------------------- | --------------- | ---------- |
| Minervina Maria de Barros Silva (PDT) | Rinaldo Eduardo de Almeida                | Vamos Falar de Futuro! | 16826           | 62.12%     |
| João Cleber de Souza Torres (MDB)     | Rosana Cristina Soares de Azevedo Pereira | Unidos para Continuar  | 10260           | 37.88%     |

### Eleição municipal de São Félix do Xingu em 2016 para Vereador
Na decisão para o cargo de vereador na eleição municipal de 2016, foram eleitos 15 vereadores com um total de 27 718 votos válidos. O Tribunal Superior Eleitoral contabilizou 245 votos em branco e 449 votos nulos. De um total de 36 375 eleitores aptos, 7 963 (21.89%) não compareceram às urnas .
| Nome                             | Partido político                               | Coligação                  | Votos recebidos | Percentual |
| -------------------------------- | ---------------------------------------------- | -------------------------- | --------------- | ---------- |
| Lenildo Mendes dos Santos Sertão | Partido Social Cristão (PSC)                   | Xingu Sem Corrupção        | 1265            | 4.56%      |
| João Batista Alves de Abreu      | Partido Humanista da Solidariedade (PHS)       | Unidos Para o Trabalho     | 1054            | 3.8%       |
| Sercino Evangelista Cristo       | Partido dos Trabalhadores (PT)                 | Xingu em Ação II           | 1051            | 3.79%      |
| Maria Edna de Oliveira Silva     | Partido da Social Democracia Brasileira (PSDB) | Xingu em Renovação         | 748             | 2.7%       |
| Fernando Silva de Lima           | Partido Humanista da Solidariedade (PHS)       | Unidos Para o Trabalho     | 739             | 2.67%      |
| Gersica da Silva Magalhaes       | Partido Democrático Trabalhista (PDT)          | Xingu em Ação II           | 731             | 2.64%      |
| Carla de Sousa Silva Pereira     | Partido Social Liberal (PSL)                   | Xingu Sem Corrupção        | 646             | 2.33%      |
| Vicente Alves de Paula           | Partido Humanista da Solidariedade (PHS)       | Unidos Para o Trabalho     | 613             | 2.21%      |
| Raylson de Sousa Teixeira        | Progressistas (PP)                             | Unidos por um Xingu Melhor | 612             | 2.21%      |
| Jose Alex Vilela Neto            | Partido Republicano da Ordem Social (PROS)     | Unidos por um Xingu Melhor | 592             | 2.14%      |
| Evaldo Lemes de Oliveira         | Movimento Democrático Brasileiro (MDB)         | Unidos Para o Trabalho     | 490             | 1.77%      |
| Vilson Barbosa de Sa             | Movimento Democrático Brasileiro (MDB)         | Unidos Para o Trabalho     | 486             | 1.75%      |
| Adilson Aparecido de Oliveira    | Partido Democrático Trabalhista (PDT)          | Xingu em Ação II           | 476             | 1.72%      |
| Silvio Alves Coelho              | Partido Democrático Trabalhista (PDT)          | Xingu em Ação II           | 437             | 1.58%      |
| Osmar de Paula Vieira            | Partido Social Democrático (PSD)               | Xingu em Renovação         | 420             | 1.52%      |